# Lijst van uitgestorven adellijke families in Nederland
Lijst van uitgestorven adellijke families in Nederland vóór de totstandkoming van het Koninkrijk der Nederlanden in 1813:
De lijst is in opbouw en nog niet compleet. Achter de familienaam staat de datum van uitsterven.
- Addinga (Groningen, jonkerfamilie, uitgestorven 17e eeuw)
- Van Assendelft (1668)
- Van Beyens
- Blanckvoort (1823)
- Van Borssele (1470)
- Van den Bouckhorst (1669)
- Huis Brederode (1679)
- Van Bronckhorst (1553)/(1923) / van Bronckhorst-Batenburg (begin 1700)
- Van Buren (geslacht)
- Van den Clooster
- Huis Egmond (graven van Egmond en hertogen van Gelre, 1747)
- Van Everingen (~1650) (Overleeft in cadettenlijnen in Noord-Amerika as Van Everingen en varianten)
- Van Ewsum (jonkerfamilie Groningen, Drenthe)
- Huis Holland (graven van Holland, 1299) / huis Bentheim (graven van Bentheim, 1421)
- Huis Horne (graven van Horn) (1763)
- Van Lintelo
- Van Naaldwijk (1496 of circa 1600)
- Van Ooy
- Persijn (1353)
- Van Poelgeest (1637)
- Van Polanen (1394)
- Ripperda
- Tetrode (geslacht)
- Van Teylingen I (1283)
- Van Voorne

Voor de ná 1813 (uitgestorven) adellijke families zie de Lijst van Nederlandse adellijke families (alfabetisch).